# Heinrich von Brentano

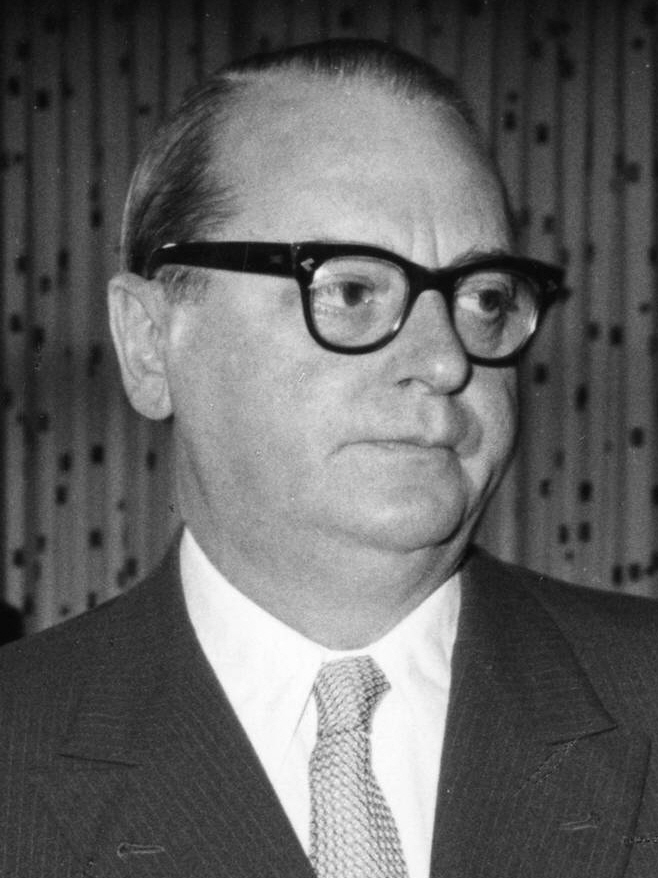
Heinrich von Brentano (1960)

Familienstammwappen

Heinrich Joseph Maximilian Johann Maria von Brentano di Tremezzo (* 20. Juni 1904 in Offenbach am Main; † 14. November 1964 in Darmstadt) war ein deutscher Politiker (CDU). Von 1955 bis 1961 war er Bundesminister des Auswärtigen der Bundesrepublik Deutschland und von 1949 bis 1955 sowie von 1961 bis zu seinem Tode Vorsitzender der CDU/CSU-Bundestagsfraktion.

## Leben und Beruf
Innerhalb des Geschlechts der Brentano – das zum lombardischen Uradel gehört – entstammt Heinrich der Binger Linie und innerhalb dieser der Friedberger Linie, begründet durch Jacob Gustav Adolph Brentano und Auguste Eleonore Charlotte Hofmann (1821–1902). Heinrich von Brentano war das jüngste Kind von Otto von Brentano di Tremezzo, der als Mitglied der Zentrumspartei der Weimarer Nationalversammlung angehörte, und Lilla geb. Schwerdt (1863–1948). Clemens, Peter Anton und Bernard von Brentano waren seine älteren Brüder.
Nach dem Abitur 1922 an der Leibnizschule in Offenbach studierte Brentano Rechtswissenschaft in München. In München wurde er im November 1923 Zeitzeuge des Hitlerputsches und warnte seinen Vater in einem Brief vor dieser Bewegung. Seit dem Studium war er Mitglied der katholischen Studentenverbindung KStV Rheno-Bavaria München im KV. Sein Studium führte ihn außerdem nach Grenoble und Frankfurt am Main. 1925 legte er sein erstes und 1929 sein zweites juristisches Staatsexamen jeweils in Gießen ab. 1930 erfolgte an der Universität Gießen seine Promotion zum Dr. jur. mit der Arbeit Die Rechtsstellung des Parlamentspräsidenten nach Deutschem Verfassungs- und Geschäftsordnungsrecht. Zu dieser Zeit gründete er mit dem Studienfreund Erwin Löhlein eine eigene Anwaltskanzlei. Er war ab 1932 Rechtsanwalt beim Oberlandesgericht Darmstadt, bis er 1943 als Staatsanwalt nach Hanau dienstverpflichtet wurde. Nach 1945 arbeitete er als Rechtsanwalt und Notar in Darmstadt.
Laut der Historikerin Helma Brunck betrachtete Brentano den Nationalsozialismus mit kritischer Distanz. In den 1930er Jahren habe sein Freundeskreis zum großen Teil aus Gegnern des Regimes bestanden, darunter viele Künstler wie Carl Gunschmann und Paul Wegener. Außerdem habe er Beziehungen zu katholischen Oppositionsgruppen gehabt. Brentanos Mutter wurde 1933 im Dritten Reich die Pension entzogen, möglicherweise wegen ihrer kritischen Haltung zum Nationalsozialismus. Andererseits verteidigte er nach Kriegsende in politischen Prozessen angeklagte Funktionsträger des NS-Regimes.
Brentano blieb zeitlebens unverheiratet. Darauf angesprochen, dass sein Minister homosexuell sei, soll Konrad Adenauer geantwortet haben: „Dat ist mir ejal, solange er misch nit anpackt.“ (Eine andere Variante des Ausspruchs lautet: „…mich hat er noch nicht anjepackt“). Bis zu ihrem Tod 1948 wohnte Brentano bei seiner Mutter, die er zum Schluss auch pflegte.
Brentano war Kettenraucher. Im Sommer 1962 machten sich Anzeichen von Speiseröhrenkrebs bemerkbar, die ihm seine Arbeit zunehmend erschwerten.
Im Dezember 1963 musste er sich einer schweren Operation unterziehen; elf Monate später starb er.
Die Todesursache Krebs wurde damals nicht explizit genannt, sondern als „schweres, unheilbares Leiden“ umschrieben.
Er wurde drei Tage nach seinem Tod im Plenarsaal des Deutschen Bundestages mit einem Staatsakt geehrt. Brentano ist auf dem Waldfriedhof Darmstadt (Grabstelle: R 12b 57) begraben.

## Politik

### Partei
Nach dem Ende des Zweiten Weltkrieges sah Brentano in den christlichen Werten das vielversprechendste Fundament für einen Wiederaufbau Deutschlands. Er wandte sich gegen eine Neugründung des katholischen Zentrums und engagierte sich stattdessen in der Aufstellung einer konfessionsübergreifenden christlichen Sammlungsbewegung. Im Frühjahr 1945 wurde er in Darmstadt zum stellvertretenden Vorsitzenden der Deutschen Aufbaubewegung gewählt. Diese Partei unter Führung von Maria Meyer-Sevenich sollte Zentrum, Deutsche Volkspartei und Deutsche Demokratische Partei vereinigen. Kurz danach wandte sich Brentano der CDU zu. 1945 zählte er zu den Mitbegründern der CDU und war von 1946 bis 1949 Bezirksvorsitzender des Bezirks Darmstadt und Mitglied im Landesvorstand der CDU Hessen. Ferner war er Vizepräsident der parlamentarischen Sektion der Europäischen Bewegung.

### Abgeordneter

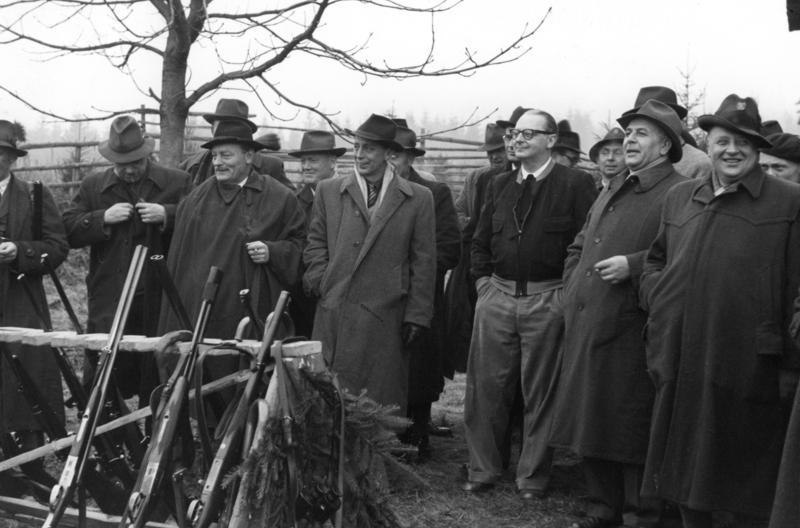
Heinrich von Brentano (ohne Hut) (1956)

Von Ende 1946 bis 1949 war er Mitglied des Hessischen Landtages. Hier war er ab 1947 Vorsitzender der CDU-Landtagsfraktion. 1948 bis 1949 war er Mitglied des Parlamentarischen Rates, wo er stellvertretender Vorsitzender des Hauptausschusses und des Ausschusses für das Besatzungsstatut war. Von September 1949 bis zu seinem Tode war er Mitglied des Deutschen Bundestages. Hier war er vom 15. September 1949 bis zum 15. Juni 1955 und erneut vom 24. November 1961 bis zu seinem Tode Vorsitzender der CDU/CSU-Bundestagsfraktion.
1952 gehörte Brentano zu einer Gruppe von 34 Abgeordneten der CDU/CSU-Fraktion, die einen Gesetzentwurf zur Einführung des relativen Mehrheitswahlrechts in den Bundestag einbrachten. Von 1950 bis 1955 gehörte er der Parlamentarischen Versammlung des Europarates an und war deren Vizepräsident. Der Gemeinsamen Versammlung der Europäischen Gemeinschaft für Kohle und Stahl (Vorläuferin des Europäischen Parlaments) gehörte er vom 16. Juli 1952 bis zu seiner Ernennung zum Bundesaußenminister an.
Heinrich von Brentano ist stets als direkt gewählter Abgeordneter des Wahlkreises Bergstraße in den Bundestag eingezogen.

### Außenminister

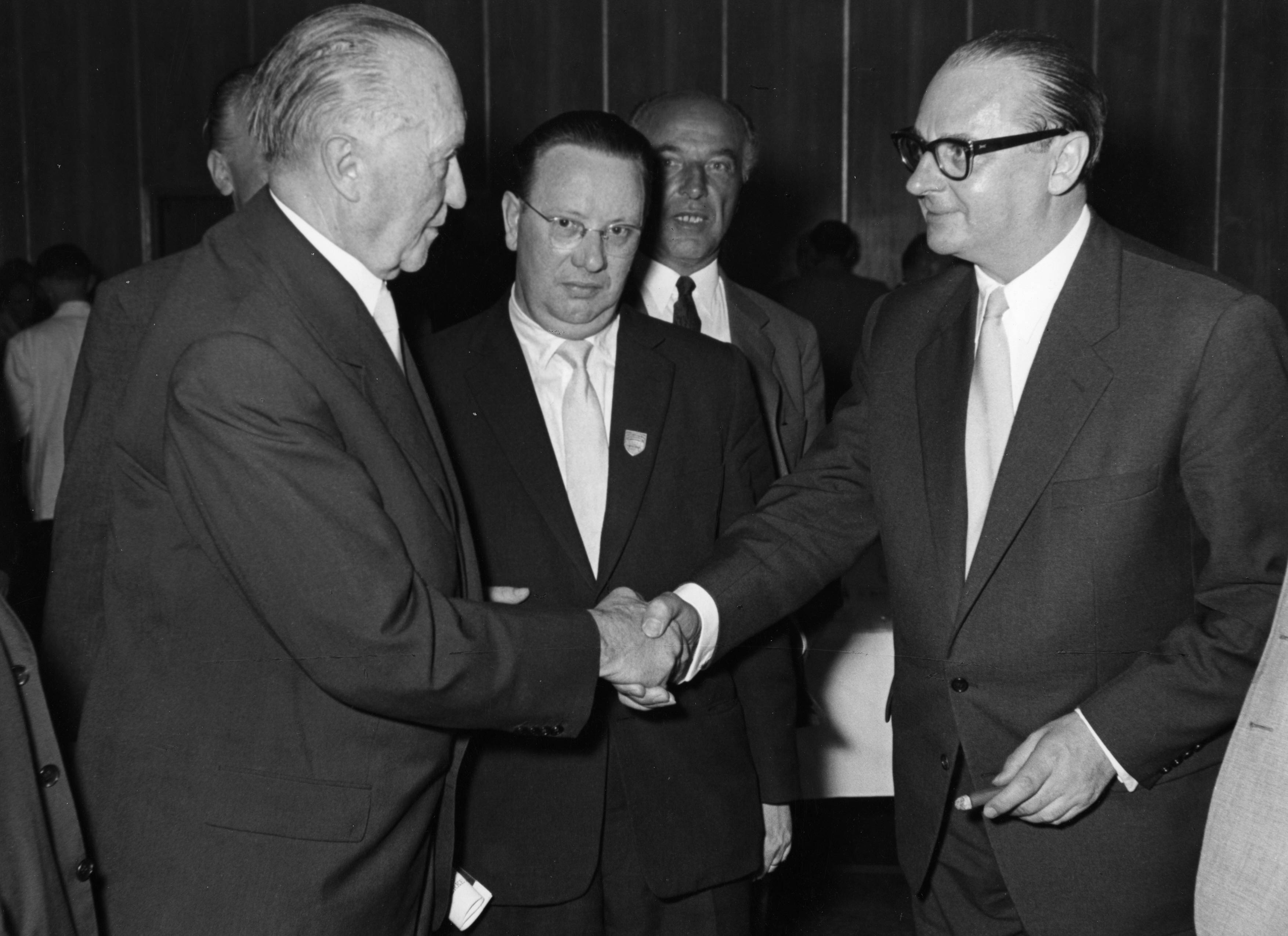
Bundeskanzler Konrad Adenauer (links), von Brentano (rechts), 1957

Nach der Wiedererlangung der Souveränität und dem Beitritt der Bundesrepublik Deutschland zur NATO wurde er am 8. Juni 1955 als Bundesminister des Auswärtigen in die von Bundeskanzler Konrad Adenauer geleitete Bundesregierung berufen. Zuvor hatte Adenauer selbst das Auswärtige Amt geleitet. Brentano unterzeichnete im Oktober 1956 den Vertrag von Luxemburg zur Wiedereingliederung des Saarlandes in die Bundesrepublik Deutschland. Er vertrat die Bundesrepublik auf der Genfer Außenministerkonferenz 1959, bei der Westdeutschland ebenso wie die Deutsche Demokratische Republik lediglich einen Beobachterstatus hatte.
Nachdem die FDP bei den Koalitionsverhandlungen nach der Bundestagswahl 1961 einen Staatssekretär im Auswärtigen Amt forderte, der dann dort als eine Art Aufsichtsinstanz fungieren sollte, erklärte Brentano am 30. Oktober 1961 rückwirkend zum 28. Oktober 1961 seinen Rücktritt. Am 30. Oktober 1961 unterzeichnete er in Bad Godesberg das Deutsch-Türkische Anwerbeabkommen. Es war eine seiner letzten Amtshandlungen.

## Auszeichnungen (Auszug)

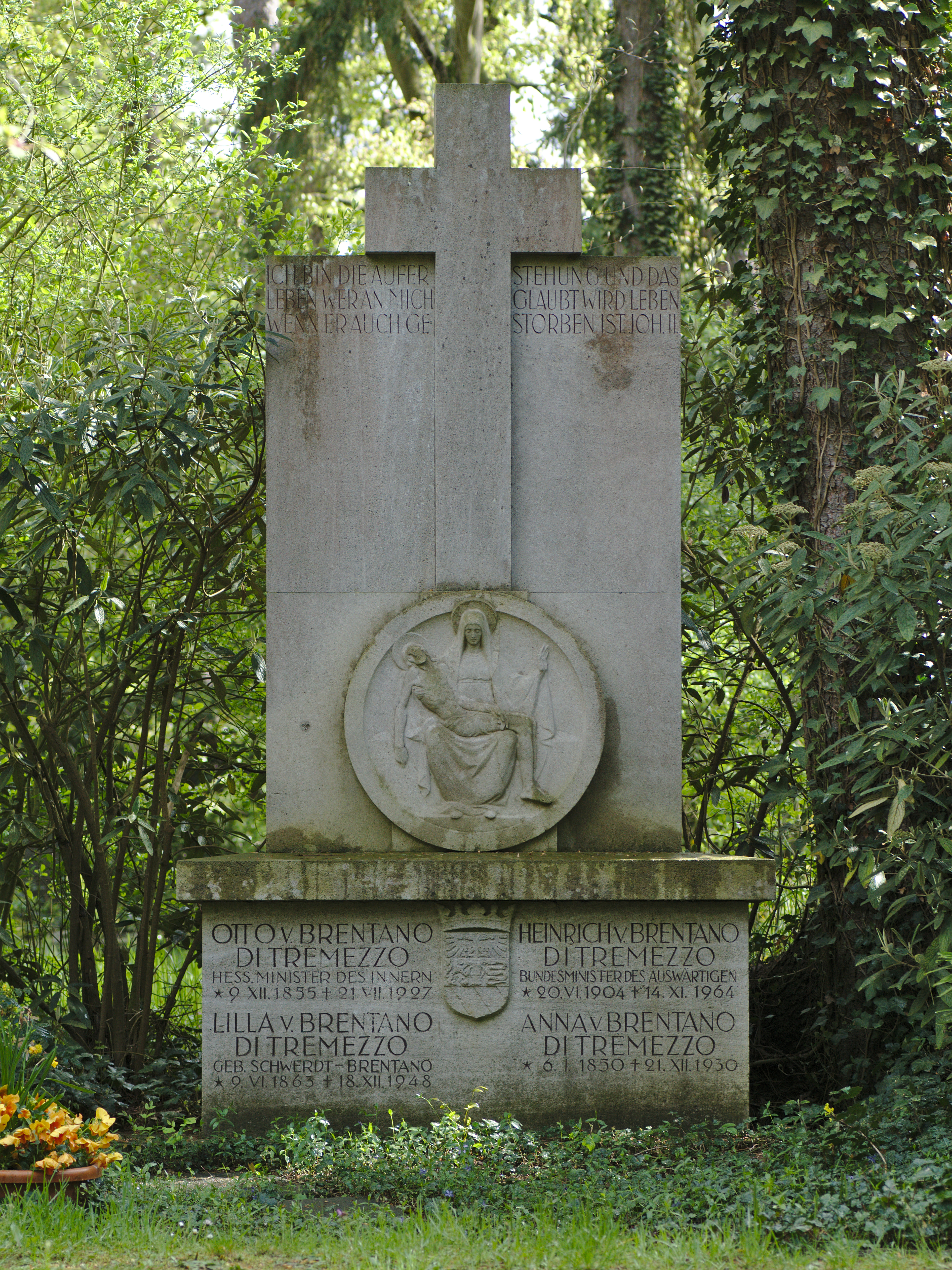
Grabstätte der Familie von Brentano auf dem Waldfriedhof in Darmstadt

- Großkreuz der Bundesrepublik Deutschland (30. Juni 1955)
- Großes Goldenes Ehrenzeichen am Bande für Verdienste um die Republik Österreich[15] (1955)
- Großkreuz des Verdienstordens der Italienischen Republik (1956)
- Großkreuz des isländischen Falkenordens (1956)
- Großkreuz des portugiesischen Christusordens (10. April 1958)
- Bayerischer Verdienstorden
- Namensgebung: Heinrich-von-Brentano-Schule, Hochheim am Main